# Eggertz
Eggertz är en svensk släkt som härstammar från Dalarna. Namnet kommer från bergsmannen Eggert Eggertsson vid Stora Kopparberget som levde under 1500-talet och 1600-talet. Eggertssons barnbarn bergsmannen Hans Eggertssons (död 1708) barn antog efternamnet Eggertz.

## Personer med namnet Eggertz
- Hans Hansson Eggertz (1684–1736), rådman och bergsman.
- Daniel Eggertz (1746–1804), rådman och bergsman.
- Hans Peter Eggertz (1781–1867), kemist och Geschvorner.
- Victor Eggertz (1817–1889), metallurg och professor.